# Gracie și Pedro: Drumul spre casă
Gracie și Pedro: Drumul spre casă (în engleză Gracie  & Pedro: Pets to the Rescue)  este un film animat de aventură cu prieteni din 2024, regizat de Kevin Donovan și Gottfried Roodt, și produs de Amy Katherine Taylor, cu un scenariu de Jaisa C. Bishop, Bruce A. Taylor și Kelly Peters dintr-o poveste a lui Bishop și Taylor.

## Distribuție
- Claire Alan ca Gracie
- Cory Doran ca Pedro
- Bill Nighy în rolul lui Conrad
- Susan Sarandon ca Shades
- Alicia Silverstone ca Sissy-Chrissy